# Adélaïde de Normandie (fille de Guillaume le Conquérant)
Pour les articles homonymes, voir Adèle de Normandie.
Adélaïde († avant 1083), est une fille de Guillaume le Conquérant et de son épouse Mathilde de Flandre. 

## Biographie
Il existe beaucoup d'incertitudes au sujet de sa vie, y compris ses dates de naissance et de décès. Dans une liste mortuaire préparée à l'abbaye aux Dames de Caen, elle est mentionnée en premier parmi les filles de Guillaume le Conquérant. Elle serait donc probablement l'aînée. Son inscription sur cette liste mortuaire indique que sa mort a précédé sa date de compilation, en 1113. Cette liste fait autorité, car elle a été compilée alors que Cécile, sœur d'Adélaïde, était entrée à l'abbaye, dont elle deviendra l'abbesse.
Dans les interpolations d'Orderic Vital à la Gesta Normannorum ducum (de Guillaume de Jumièges), il affirme qu'avant sa mort à la bataille d'Hastings, Harold II d'Angleterre est fiancée à « Adelidis », une fille de Guillaume, et qu'elle ne s'est pas mariée par la suite. Robert de Torigni, qui l'appelle « Adelida », suit Orderic en la disant fiancée à Harold.
Cependant, dans son Historia Ecclesiastica, écrit après ces interpolations, Vital mentionne que la fille du Conquérant fiancée à Harold est Agatha, une sœur jusque-là inconnue, et qu'elle a aussi été fiancée au roi « Amfurcius » d'Espagne (probablement Alphonse VI de León), avant de mourir vierge à Bayeux. Dans le même passage, il explique qu'Adélaïde, est aussi morte célibataire, « sous la protection de Roger de Beaumont », ce qui, de l'avis de l'historienne britannique Elisabeth van Houts, signifie certainement qu'elle devint nonne à l'abbaye Saint-Léger de Préaux.
Toutefois, les deux carrières possibles d'Adélaïde ne sont pas incompatibles. Il est possible qu'elle ait été fiancée plusieurs fois et qu'elle ait finalement décidé de prendre le voile.
Elle est presque certainement l'Adélaïde à laquelle s'adresse l'archevêque Anselme de Cantorbéry dans ses prières et méditations comme une « vénérable dame de noblesse royale ».

## Sources
- Elisabeth van Houts, « Adelida (d. before 1113) », Oxford Dictionary of National Biography, Oxford University Press, 2004.